# Life Radio
Life Radio ist der Name zweier regionaler privater Hörfunksender in Österreich.

## Oberösterreich
Life Radio ist in Oberösterreich seit dem 1. April 1998 auf Sendung. Seit seinem Start wird der Sender mit Sitz in der Linzerie am Taubenmarkt (Linz) von Geschäftsführer Christian Stögmüller geleitet. Life Radio hat rund 50 feste Mitarbeiter.

### Programm
Als Regionalradiosender bietet Life Radio ein Vollprogramm mit Musik, Moderation, Nachrichten, Sport und Wetter-/Verkehrsnachrichten mit Schwerpunkt auf Oberösterreich. Die Zielgruppe sind Hörer im Alter zwischen 14 und 49 Jahre.

#### Nachrichten
Die Nachrichten auf Life Radio gibt es 5 Minuten vor jeder vollen und vor jeder halben Stunde. Die Nachrichten vor der vollen Stunde werden von einem Nachrichtenzulieferer bezogen, die regionale Meldung der Stunde um fünf vor Halb kommt aus dem Studio in Linz.

#### Wetter und Verkehr
Die Wetter- und Verkehrsinformationen auf Life Radio gibt es immer nach den Nachrichten. Sie betreffen vor allem Oberösterreich sowie angrenzende Regionen.

#### Musik
Als Musikprogramm bietet Life Radio sogenanntes „Fresh AC“, also Pop- und Rockmusik aus den letzten vier Jahrzehnten. Zusätzlich gibt es spezielle Sendungen wie "Die perfekte 90er Show" am Freitag Abend oder "Perfekt Gequizt" am Sonntag Vormittag. Der Claim lautet: Der perfekte Mix für Oberösterreich. Außerdem bietet Life Radio im Bereich "Audio on demand" diverse Podcasts und Musikstreams an.

### Reichweite
Laut Radiotest (2018_4) hat Life Radio einen Marktanteil von 15 % (14-49, in OÖ; Mo–Fr) und knapp 195.000 Hörer (10+, im Sendegebiet, Mo–Fr).

### Frequenzen und Empfang
Life Radio ist in Oberösterreich auf der Frequenz 100,5 MHz & DAB+ über den Hauptsender am Lichtenberg empfangbar. Zusätzlich erfolgt eine Ausstrahlung in Bad Ischl auf 102,2 MHz, in Gmunden auf 103,1 MHz, in Unterach und Schärding auf 102,6 MHz, in Windischgarsten auf 95,6 MHz, in Kirchdorf an der Krems auf 88,3 MHz, in Steyr auf 106,0 MHz, im Bezirk Braunau auf 106,5 MHz und in St. Georgen im Attergau auf 89,9 MHz. Bei den beiden größten oberösterreichischen Kabelnetzbetreibern, LIWEST und Magenta, ist Life Radio auf dem Programmplatz 705 bzw. 868 digital empfangbar.
Life Radio versorgt mehrere Tunnelfunkanlagen mit seinem Sendesignal und ist somit auf der A9 (Pyhrn Autobahn) bis zum Bosrucktunnel, auf der gesamten A8 (Welser Westspange) und auf der gesamten S10 (Mühlviertler Schnellstraße) zu hören.
Life Radio kann online oder auch via App (für iPhone, iPad und Android) gehört werden. Sowohl das Web-Radio als auch die App beinhalten mehrere Streams mit besonderen Musikschwerpunkten z. B. 80er, 90er oder Live-Songs.

### Moderatoren
- Andy Hohenwarter (Perfekt geweckt)
- Steffi Sperr (Perfekt geweckt)
- Silvia "Silli" Riegler (Perfekt durch den Tag)
- Antonia Baco (Perfekt durch den Tag)
- Wolfgang Haimel (Perfekt in den Feierabend)
- Christian Zöttl (Perfekt in den Feierabend)
- Sara Halbmayr
- Christina Linecker
- Tobias Takacs
- Birgit Kern
- Maya Pivoda

### Veranstaltungen
Life Radio ist Veranstalter sowie Medienpartner verschiedener Veranstaltungen. Zu den Eigenveranstaltungen zählen Life am Berg (Oberösterreichs größter Schulskitag), das Life Radio Brückenpicknick, Frühstückstour (das Original von Life Radio) oder die Life Radio Eisbox (Eislaufplatz in der Linzer Innenstadt).

## Tirol

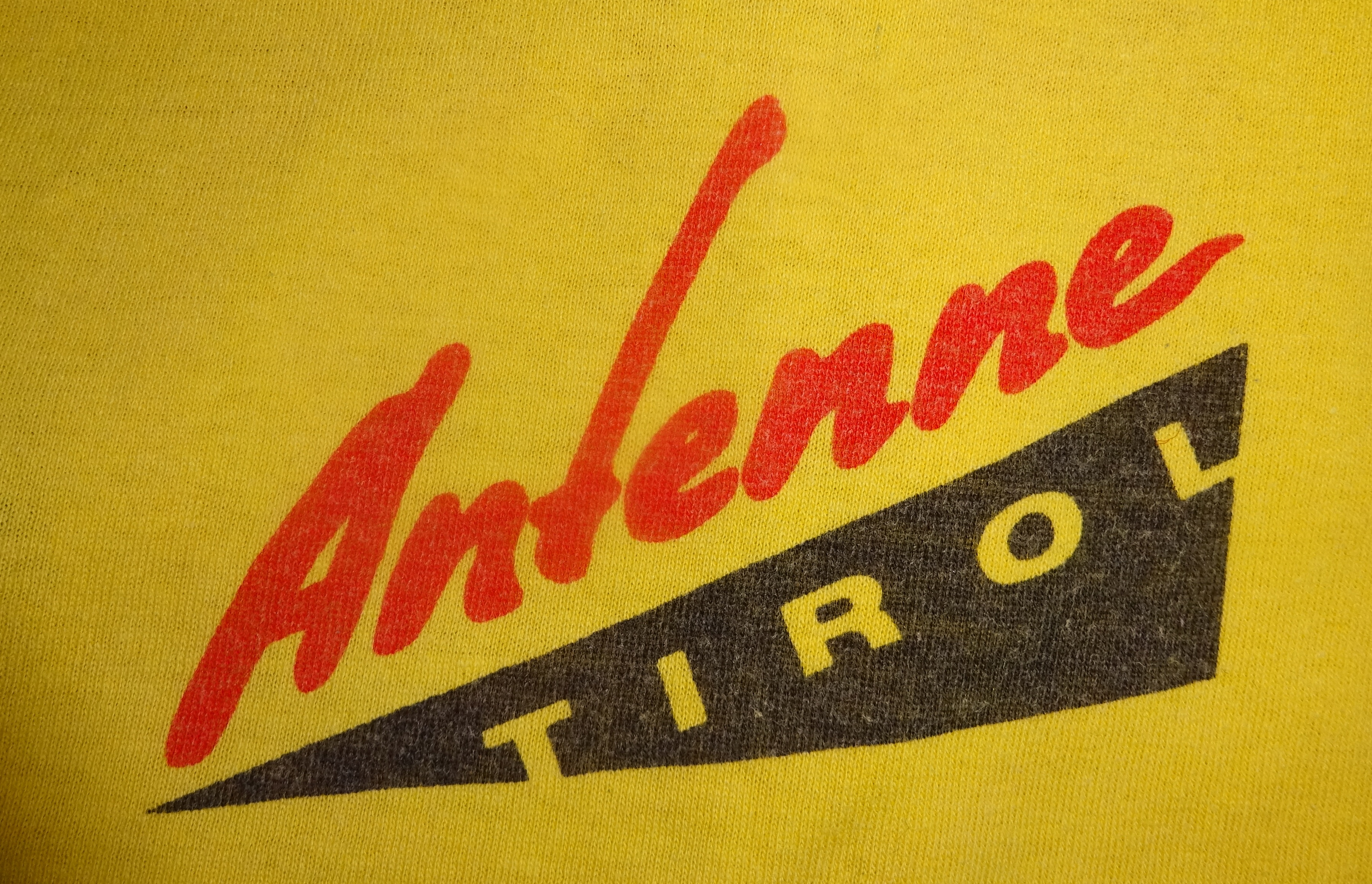
Ursprünglicher Markenauftritt (auf einem T-Shirt von 1998)

1998 vergab die damalige Regionalradiobehörde eine landesweite Sendelizenz für Tirol an ein Konsortium, das von der Moser Holding angeführt wurde. Auf Basis dieser Lizenz wurde ab 1. April 1998 ein Privatradio unter dem Namen Antenne Tirol verbreitet.
Nachdem die Moser Holding die Anteile der meisten anderen Gesellschafter übernommen hatte, gab sie die Rechte am Namen Antenne Tirol an die Fellner-Sender in Innsbruck und im Tiroler Unterland ab. Seit Dezember 2004 wird daher über die landesweite Senderkette ein Programm verbreitet, das ebenfalls den Namen Life Radio trägt, aber seit dem Frühjahr 2010 nicht mehr denselben audiovisuellen Auftritt wie das oberösterreichische Original verwendet, und inhaltlich auch nicht mit dem oberösterreichischen Programm identisch ist.

### Moderatoren
- Sebastian Kaufmann und Lea Singer (Life Radio Frühstarter)
- Manolito Licha (Life Radio @work)
- Michael Klieber, Nina Hollaus, Sandra Tilg (Life Radio von 3 bis frei, Life Radio Freitagsshow, Life Radio Samstag-Show)

### Frequenzen und Empfang
Life Radio Tirol ist in Tirol terrestrisch auf den Frequenzen zu empfangen: Eine DAB+ Verbreitung ist seit 2023 geplant.
- 89,9 Hahnenkamm (für Reutte und Lechtal)
- 101,8 & DAB+ Patscherkofel (für den Großraum Innsbruck, Stubai- und Wipptal)
- 102,0 Unterangerberg (für den Raum Wörgl)
- 103,0 Oberstein (für den Raum Imst)
- 103,4 Rangger Köpfl (für das mittlere Inntal)
- 103,4 Harschbichl (für St. Johann)
- 104,4 Lienz (für Osttirol)
- 104,9 Thierberg (für den Raum Kufstein)
- 105,4 Haiminger Alm (für das mittlere Inntal und Ötztal)
- 105,4 Mayrhofen (für das hintere Zillertal und Tuxertal)
- 106,0 Krahberg (für den Raum Landeck, Stanzertal und Obergericht)
- 106,8 Hahnenkamm (für den Raum Kitzbühel und Brixental)
- 107,4 Larchkopf (für den Raum Schwaz/Jenbach und das vordere Zillertal)

Zudem ist es in vielen Kabelnetzen verfügbar, bei Telesystem Tirol auf 92,0 und über die sendereigene Homepage und Facebook hörbar.

### Reichweite
Beim Radiotest 2021_4 erzielte Life Radio Tirol einen Marktanteil von 8 % in Tirol und lag damit auf dem vierten Platz der meistgehörten Radiosender in Tirol. Der Marktanteil des Senders bewegt sich seit längerem im selben Bereich von 8 bis 10 %.

### Mitbewerb
Mitbewerber von Life Radio Tirol sind die nationalen Anbieter Ö3 und KroneHit sowie die regionalen Anbieter Radio Tirol, Radio U1 Tirol und Antenne Tirol.

### Programm

#### Nachrichten
Die Nachrichten auf Life Radio Tirol gibt es 5 Minuten vor jeder vollen und vor jeder halben Stunde. Die Nachrichten vor der vollen Stunde werden in den Randzeiten von einem Nachrichtenzulieferer bezogen, das Tirol Update kommt direkt von den Life Radio Tirol-Reportern aus dem Studio in Innsbruck.

#### Wetter und Verkehr
Die Wetterinformationen gibt es immer vor und die Verkehrsinformationen nach den Nachrichten. Sie betreffen vor allem Tirol sowie angrenzende Regionen.